# Rimae Repsold
Le Rimae Repsold sono una struttura geologica della superficie della Luna.